# 審判員 (バスケットボール)
バスケットボールにおける審判員（しんぱんいん、英: Referee）は、コート内で試合を管理し、試合中のさまざまな事象に対してバスケットボールのルールに基づいて判定を行う人の呼称。オフィシャルズ（英: officials）とも呼ばれる。コート外では、時間計測や試合の記録を行うテーブルオフィシャルズが試合進行を補助する。

## 概略

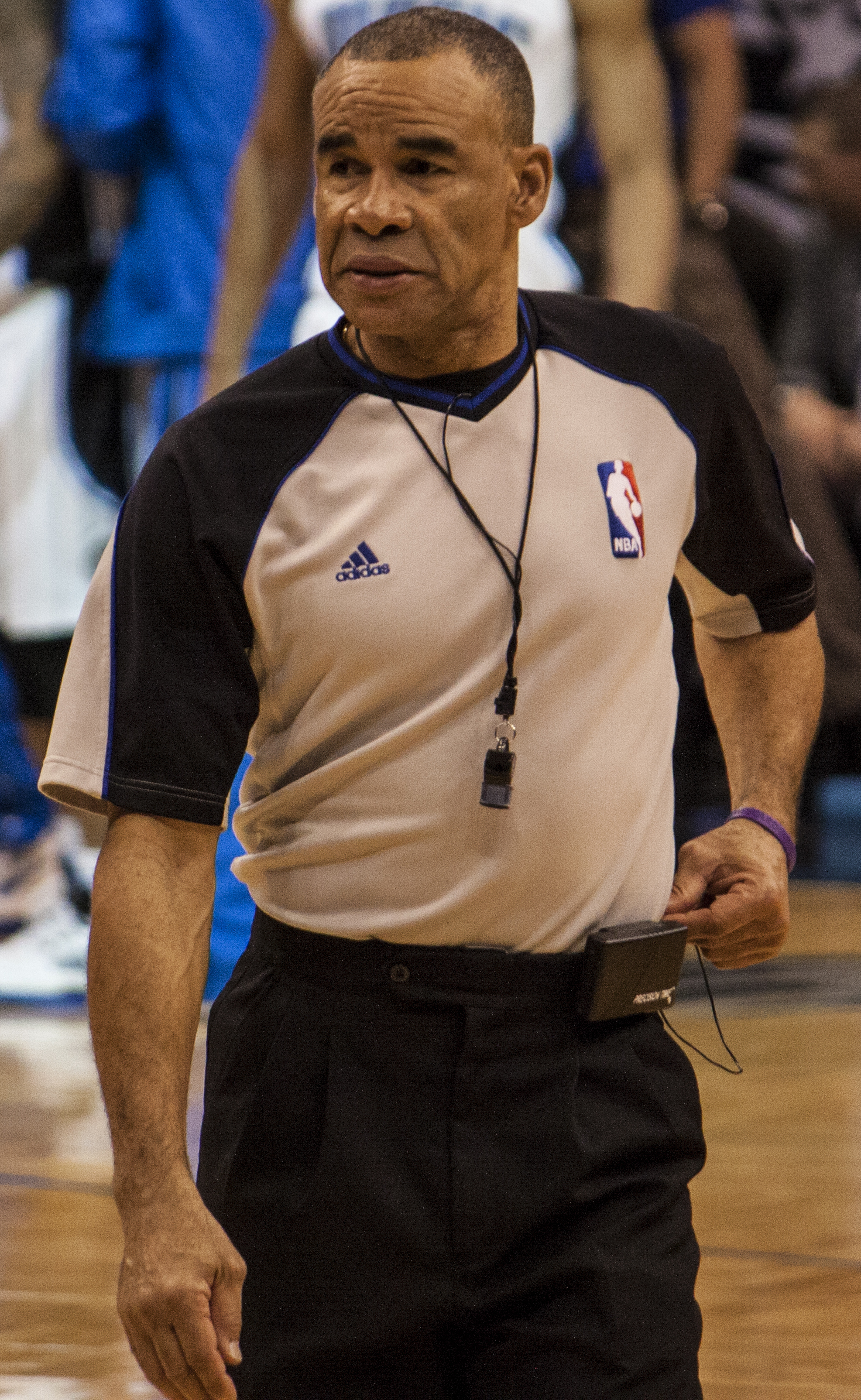
NBA　レフェリーの ダン・クロフォード

3人制審判
L:リード　T:トレイル　C:センター

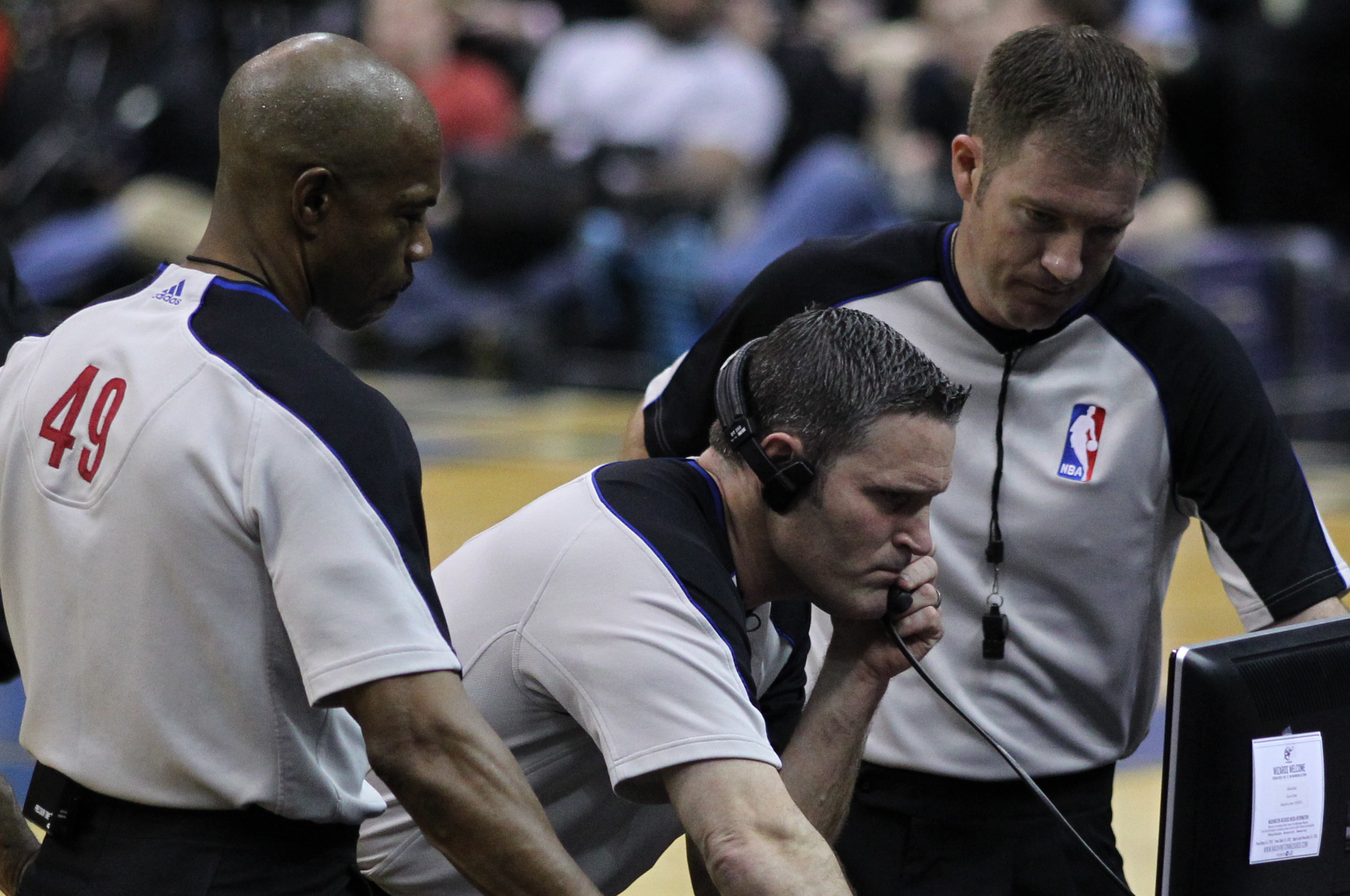
リプレイを見るNBAレフェリー、モンティ・マカッチン(中央)ら3審判

日本バスケットボール協会では公認の審判員をその技術によってE級、D級、C級、B級、A級、S級の6つのランクに分けている。それぞれ主審を務めることが出来る試合のランクが異なり、厳しい審査によって昇級する。例えばB.LEAGUEの審判員を務めるには、S級又はA級の中から審査に合格する必要がある。35歳以下のS級の審判の中から日本バスケットボール協会がFIBAの国際公認審判に推薦を行う。
従来の日本バスケットボール協会公認審判員は、公認（現B級）、A級、AA級（現S級）、の3つのランクに分けられており、それ以下のランクとして各都道府県別や連盟別に独自の資格を設けていたが、2016年にそれらがすべて日本バスケットボール協会公認審判員（主に、C級とD級）へと移行され、初心者・未経験者に対しても講習のみでE級が与えられることとなった。
審判の服装はプレイヤーと区別するために日本の場合、グレーの半袖シャツ（襟があるものとないものがある）と黒のスラックス、黒のソックスに黒のシューズを着用する。そして公認審判は左胸にワッペンを着けている。
主審・副審ともコート内でのプレイの判定には同等の権限を持ち、笛を吹き、ジェスチャーを使って判定を表す。国際試合では英語を用いる。そのため国際公認審判には日常会話程度の英語能力も問われる。
バスケットボールの審判の場合、コート内を選手と同じように走りかつ瞬間のプレイを判断する必要があり、またコート内の10人の動きを視野に入れる必要があるために細かく動くことも必要で体力的にもきつい。そのため従来の2人制審判（ツーパーソン・システム）から3人制審判（スリーパーソン・システム）を採用することが多くなっている。
また近年では女性の進出もめざましく、上級（S級・A級）公認審判も多数誕生している。しかし恒常的に審判の人数が不足している。

### 3人制審判
FIBA主催の国際大会では3人制となっている。
日本におけるバスケットボールの試合においては、審判員数の不足から3人制審判制の適用はB.LEAGUEのすべての試合、及びWJBLのファイナル・セミファイナル、各種日本バスケットボール協会公式大会の上位では3人制で行われているが、それ以外は従来通りの2人制が採用されている。
国外を見ると、NBAは3人制を採用している。

## 主なNBAレフェリー
2014-15シーズン時点
| - No. 9 デリック・スタフォード (27th Season) - No. 10 ロン・ギャレットソン (28th Season) - No. 12 ヴァイオレット・パルマー (18th Season) - No. 13 モンティ・マカッチン (22nd Season) - No. 15 ベネット・サルヴァトーレ (33rd Season) - No. 17 ジョーイ・クロフォード (38th Season) - No. 25 トニー・ブラザース (21st Season) - No. 28 ザック・ザーバ (12th Season) - No. 32 エディー・ラッシュ (28th Season) | - No. 41 ケン・マウアー (29th Season) - No. 43 ダン・クロフォード (30th Season) - No. 56 マーク・アヨーテ (11th Season) - No. 66 ヘイウッド・ワークマン (7th Season) - No. 71 ロドニー・モット (18th Season) - No. 74 カーティス・ブレア (7th Season) - No. 76 スティーブン・アンダーソン (2nd Season) - No. 27 ディック・バヴェッタ(引退・殿堂入り) |